# ظيون
ظَيُّون (الاسم العلمي: Curculigo)، جنس نباتات عشبية معمرة درنية الجذور من فصيلة Hypoxidaceae. وصف لأول مرة في عام 1788. وهو منتشر في جميع أنحاء المناطق الاستوائية في آسيا وأفريقيا وأستراليا والأمريكتين.